# Kakontwea
Kakontwea is een geslacht van hooiwagens uit de familie Assamiidae.
De wetenschappelijke naam Kakontwea is voor het eerst geldig gepubliceerd door Roewer in 1951. 

## Soorten
Kakontwea is monotypisch en omvat slechts de volgende soort:
- Kakontwea leleupi